# 愛こそみんなの仕事/私の中の勇気
『愛こそみんなの仕事/私の中の勇気』は、永井真理子の14枚目のシングル。1991年8月21日にファンハウスよりリリースされた。

## 概要
前作より4ヶ月ぶりとなるシングル。6月に発売されたアルバム『WASHING』のリカットシングル。「私の中の勇気」はホンダプリモCMソング。
2023年4月現在8番目に売れたシングル。

## 収録曲
1. 愛こそみんなの仕事
作詞：亜伊林／作曲：前田克樹／編曲：根岸貴幸[3]
ベストアルバムには一度も収録されていない。
2. 私の中の勇気
作詞：永井真理子／作曲：前田克樹／編曲：根岸貴幸
3. 私の中の勇気 （オリジナル・カラオケ）

## 収録作品・カバー
| 発売日         | タイトル                                               |
| -------------- | ------------------------------------------------------ |
| 1991年6月26日  | WASHING(#1,2)                                          |
| 1992年10月31日 | 1992 Live in Yokohama Stadium(#1,2)                    |
| 1994年12月4日  | Birth to the Future〜25Singles〜(#2)                   |
| 1996年9月21日  | The Best of Rocks(#2)                                  |
| 1997年6月21日  | ZUTTO〜Ever Lasting Collection〜(#2)                   |
| 2005年4月20日  | GOLDEN☆BEST 永井真理子(#2)                             |
| 2011年8月17日  | GOLDEN☆BEST 永井真理子-Complete Single Collection-(#2) |